# Рассвет (Ульяновская область)
Рассвет — опустевший разъезд в Тиинском сельском поселении Мелекесского района Ульяновской области.

## География
Находится у железнодорожной линии Ульяновск — Димитровград на расстоянии примерно 2 километров на северо-запад по прямой от районного центра города Димитровград.

## История
В 1996 году на разъезде еще было учтено 4 жителя.  Ныне фактически прекратил свое существование.

## Население
Население не было учтено как в 2002 году, так и по переписи 2010 года.